# Helianthemum pergamaceum
Helianthemum pergamaceum là một loài thực vật có hoa trong họ Nham mân khôi. Loài này được Pomel mô tả khoa học đầu tiên năm 1875.